# AS9100
Aero Space 9100 (AS 9100) é uma norma internacional para sistemas de gestão aeroespacial que é um sistema de gestão de qualidade amplamente adotado e normalizado para o setor aeroespacial. Foi lançado em março de 1999 pela Society of Automotive Engineers. O objetivo desta norma é ajudar as organizações a garantir que atendam às necessidades dos clientes e de outras partes interessadas dentro dos requisitos estatutários e regulamentares relacionados a um produto ou serviço, podendo ser integrada em outros sistemas de gestão.
A AS 9100 substitui a anterior AS 9000 e incorpora totalmente a totalidade da versão atual da ISO 9001, ao mesmo tempo em que adiciona requisitos relacionados à qualidade e segurança. Os principais fabricantes e fornecedores aeroespaciais em todo o mundo exigem a conformidade com a AS 9100 como condição para fazer negócios com eles.  

## História
A versão original da AS 9100, emitida pela SAE em Maio de 1997, foi reeditada em 1999 como AS 9100:1999 e incluía todos os requisitos da norma ISO 9000:1994, porém refletindo apenas as expectativas do American Aerospace Quality Group para os fornecedores da indústria aeroespacial norte-americana   
A revisão C da AS 9100 é baseada na ISO 9001:2008 e foi desenvolvida pelo Working Group 11 da ISO TC20, com o apoio do International Aerospace Quality Group (Grupo Internacional de Qualidade Aeroespacial). A AS 9100(C) contém, portanto, as expectativas da comunidade internacional da qualidade aeroespacial e incorpora plenamente a totalidade da atual versão da ISO 9001, enquanto acrescenta requisitos adicionais relativos à qualidade e segurança.  
O IAQG considerou cinco objetivos primários para a revisão C, incluindo: 
- Incorporação das alterações introduzidas na ISO 9001:2008;
- Expansão do escopo para incluir a aviação, o espaço e a defesa, assim como sistemas terrestres e marítimos para aplicações em defesa;
- Assegurar o alinhamento com a estratégia do IAQG para o desempenho de entrega no tempo e na qualidade (on-time, on-quality - OTOQD);
- Adotar novos requisitos baseados nas necessidades das partes interessadas, e;
- Melhorar os requisitos existentes onde as partes interessadas identificaram a necessidade de esclarecimento, incluindo quando um procedimento documentado é requerido.

Atualmente, os principais fabricantes e fornecedores do setor aeroespacial em todo o mundo exigem o cumprimento e / ou registro no sistema AS 9100, como condição para a realização de empreendimentos conjuntos.
O acordo pelo qual o grupo de trabalho internacional aprovou o texto da norma 9100(C) prevê que os países participantes podem emitir a norma de acordo com suas próprias convenções de numeração. Lançada pelos Estados Unidos com a denominação AS 9100 para as Américas, a norma foi lançada na Europa como EN 9100 e na Ásia, pelo Japão, como JISQ 9100. Outras regiões ou países já traduziram a norma para suas respectivas línguas, liberando-as sob suas convenções de numeração, podendo ainda vir a surgir novas traduções. Em todos os casos, as versões nacionais resultantes devem ser idênticas em conteúdo.
Dado que a AS 9100 (ou uma de suas equivalentes) é agora uma norma harmonizada, o certificado pode ser emitido pelas autoridades nacionais, e não dependem mais de entidades locais, de empreiteiros da indústria aeroespacial ou de associações de compradores. Com esse objetivo, o IAQG criou o sistema online OASIS de informações do fornecedor aeroespacial (Online Aerospace Supplier Information System), uma nova base de dados e de informações sobre os fornecedores. Esta base de dados permite a todos os fornecedores da indústria aeronáutica e espacial mundial o monitoramento da sua conformidade, auditada segundo a:
- AS 9100 (América)
- EN 9100 (Europa)
- JISQ 9100 (Ásia)

e outras especificações internacionais de qualidade.
O banco de dados OASIS, gerido pelo IAQG, lista todas as empresas do mundo certificadas segundo a AS 9100, EN 9100 ou JISQ 9100. Para acessar esses dados, é necessário registrar-se no IAQG. 

### Evolução do referencial normativo
Antes da adoção de uma norma de qualidade aeroespacial específica, várias corporações usavam tipicamente a ISO 9000 e sua própria documentação/requisitos complementares de qualidade, tais como a D1-9000 da Boeing ou a norma automotiva Q. Isso criou uma colcha de retalhos de requisitos concorrentes que eram difíceis de se obter conformidade. A comunidade internacional da qualidade aeroespacial, incluindo os principais fabricantes desse setor industrial, combinaram seus esforços para criar uma norma de qualidade unificada, o que resultou na AS 9000.
A partir do lançamento do AS 9000, empresas como Boeing, General Electric Aircraft Engines (GEAE), Airbus e Rolls-Royce descontinuaram o uso de seus suplementos de qualidade anteriores, dando preferência ao cumprimento dessa nova norma. 
Enquanto era reescrita a versão da ISO 9000 para o ano 2000, o grupo da AS trabalhou em estreita colaboração com a organização ISO. Como a ISO 9000:2000 incorporou grandes mudanças organizacionais e filosóficas, a AS 9000 também foi reescrita e a nova norma foi lançada para a indústria aeroespacial internacional como AS 9100, simultaneamente com a ISO 9000.
A partir de janeiro de 2009, ocorreu uma grande reformulação, ao ser lançada a Revisão C da AS 9100, pela qual as versões anteriores se tornariam obsoletas a partir de 1 de Julho de 2012.
Em âmbito internacional, os primeiros cursos de formação sobre esta nova versão começaram em janeiro de 2010, o treinamento de auditores, em maio de 2010 e, a partir de 1 de Julho de 2011, todas as auditorias (iniciais, de acompanhamento ou de renovação) passaram a ser realizadas segundo o novo referencial.
As versões da norma atualmente em vigor podem ser verificadas no portal do IAQG. 
EN 9100:2003
O título francês é "Sistema de gestão - Requisitos (com base na ISO 9001:2000) e do Sistema da Qualidade - Modelo para garantia da qualidade em projeto, desenvolvimento, produção, instalação e manutenção (com base na ISO 9001:1994)
Esta norma é específica para aeronáutica e espaço e é mais abrangente do que a norma ISO 9001, no entanto, leva inteiramente.
Ela especifica os requisitos adicionais para sistemas de gestão da qualidade na indústria aeroespacial (cerca de 30% das necessidades adicionais para ISO 9001:2000).
Aplica-se aos fabricantes, mas cada vez mais também para seus fornecedores.
Embora ela forneça mais para quase todas as seções da norma ISO 9001, os mais numerosos requisitos adicionais relativos ao processo de compras e qualificação dos "processos especiais".
Além disso, esta norma introduz o conceito de "recursos-chave" (em inglês: Principais características), cuja definição é a seguinte: Características de um material ou de equipamentos, cuja variação tem uma influência significativa sobre a montagem produto, seu desempenho, sua vida ou a sua implementação.
Ele fornece informações importantes sobre a implementação da primeira inspeção do artigo (com base na ISO 9001:1994 - § 4.10.6) também diz que o primeiro artigo de revisão (com base na ISO 9001:2000 § - 8.2.4.2), que é geralmente referido "F. A. I. "Do Inglês: Primeiro artigo de Inspeção. Inspeção do primeiro artigo é descrito em detalhes na EN 9102 série Aerospace - Sistemas de qualidade - primeiro artigo de revisão. Esta avaliação evidenciado por um relatório detalhado diz FAIR (Primeiro Relatório de Inspeção do artigo), você pode:
Formulário 1: Número da peça de Responsabilidade - Verifique as referências do artigo (Referência, Descrição, fabricação de arquivo; Plano (s) e número (s) mudança (s) composição de tudo, se o item é uma com referência às diferentes partes FAIR básico) e identificam o fornecedor eo funcionário que realizou a revisão.
Formulário 2: Responsabilidade do produto - Verificar a conformidade das matérias-primas, especificações e processos especiais, testes funcionais, e assegurar que os diversos fornecedores desses produtos e / ou serviços são aprovados pelo cliente.
Formulário 3: Responsabilidade característico - Verifique dimensional, geométrica, mecânico, etc. (Em suma, tudo o que pode ser criptografada), nomeadamente as características:
Chave
Flight Safety
Crítico
Maggiore.
Aplica-se a todas as aeronaves, exceto o fornecimento de material ou de catálogo padrão e deve ser realizado pelo fornecedor.
Definir o conteúdo EN 9101 e destina-se a apresentação da avaliação elaborado pelo auditor-líder durante uma auditoria de certificação EN 9100 (com base na norma ISO 9001:2000) do relatório. Na prática, o gerente de auditoria pode usar diretamente como um relatório, uma cópia deste documento e preenchê-lo. Pages 17-45 constituem o questionário sobre o sistema de qualidade, ou seja, elas mostram cada parágrafo da forma padrão de uma pergunta. Page 9 é uma grade, intitulado "Avaliação de Negociação" que determina a pontuação, a pontuação de 880 pontos para as organizações (empresas) que excluiu a atividade de design ou 1000 pontos para as organizações, incluindo a atividade (§ 7.3). Esta nota é postado no banco de dados OASIS, mas só é visível se a organização em causa individualmente permite que cada candidato para consultar.
Os organismos de certificação: A maioria das entidades certificadoras autorizadas a ISO 9001 autorizaram a certificação EN 9100 departamento aeroespacial. No entanto, para além da sua DKD capacitação, eles devem justificar IAQG folga específico para aeronáutica e espaço.
EN 9100:2009
O título foi alterado, dadas as mudanças na conta básica ISO 9001 que são passados ??para a versão 2008.
Seu novo título é em francês: "Sistema de Gestão da Qualidade - Requisitos para organismos de Aeronáutica, Espaço e Defesa". Para a França, o índice de classificação é AFNOR: The 00-091F, datada de abril de 2010.
Esta norma é agora, além de aeronáutica e espaço, os armamentos e retomou sempre totalmente ISO 9001:2008, que as exigências específicas completas para essas atividades.
Os principais objectivos complementares desta revisão são:
Processo de controle.
Melhor desempenho: "Não é só pediu uma organização para cumprir os requisitos do sistema de gestão da qualidade, mas para ser eficaz em termos de expectativas dos clientes de reuniões e entrega produtos que atendam a essas expectativas. "(Trecho do Capítulo 0.1 - Geral)
As novas exigências são:
A análise de risco (detecção, avaliação, implementação de ações para reduzir o risco e monitorar o nível de risco).
Gerenciamento de configuração (ver ISO 10007).
Gerenciamento de projetos (capacidade de avaliar os recursos para implementar, fases de identificação e de periódicos de implementação).
A avaliação da eficácia dos processos.
Por outro lado, no que diz respeito às empresas multi-site, a norma agora exige que cada processo é auditado em cada site, enquanto a versão 2003, apenas exigiu que todos os processos são auditados, mas alguns são permitidos no local e outros em outro site. Para essas empresas, deve resultar em um significativo alongamento das auditorias.